# アルトゥア環礁
アルトゥア環礁（アルトゥアかんしょう）は、南太平洋のフランス領ポリネシアに属するトゥアモトゥ諸島北西部にある環礁である。

## 地理
南緯15度10分、西経146度49分に位置し、これはタヒチ島の北東375km、ランギロア環礁の南東40kmに相当する。直径約29kmの円形で、北部に尖った部分を持つ栗の実のような形の環礁で、57あまりの島々から構成される。ラグーンを含めた総面積は約581km2、そのうち陸地面積は約15平方kmである。主な島は西部のトゥアイヴァ島、北部のモトゥタエ島、東部のテニヒニヒ島、ラウティニ島がある。ラグーンのほぼ中央にトゥタエマロ島がある。環礁の南から西にかけては陸地が無い。
2002年の調査で人口は654人であり、ラウティニ集落が唯一の居住地である。パリサー諸島の他の二つの環礁、アパタキ環礁、カウクラ環礁と共にアルトゥア行政区を構成する。
可渡水路はラウティニ集落のすぐ南にあるマニナ・パス一つのみである。
島名はトゥアモトゥ語で「彼方の (=tua) 波 (=aru)」の意味である。

## 歴史
ヨーロッパ人で初めて島を発見したのは、オランダの航海者ヤーコプ・ロッヘフェーン (Jacob Roggeveen) で、1722年のことである。ジェームス・クックは2度目の航海において1774年6月にアルトゥア環礁の近海を通過し、島の姿を認めている。
しばしばサイクロンに襲われ、1983年にはラウティニ集落が壊滅的な損害を受けた。集落はすぐ再建され、サイクロンシェルターも建造された。

## 産業、文化
島民は主にラグーン内でのフィッシュ・パークという生簀を用いた漁業、黒真珠の養殖、およびコプラ製造等に従事する。観光業はそれほど盛んではない。ラウティニ集落にペンションが2軒ある。
島民は音楽や伝承が生活に密着した、伝統的な暮らしを続けている。

## 交通、通信
空港は、ラウティニ集落から北に14km離れたプラフイ島にあり、集落からは船で約30分の距離である。IATAの空港コードはAXRである。エアー・タヒチがタヒチ島パペーテのファアア空港との間を週4往復運航している。所要時間は1時間5分。
船便は、4社がパペーテ港と他の西部トゥアモトゥ諸島を結ぶ路線を、それぞれ月に1-4回運航している。
FM中継局が2局ある。